# Makiivka, Smila
Makiivka (în ucraineană Макіївка) este localitatea de reședință a comunei Makiivka din raionul Smila, regiunea Cerkasî, Ucraina. În secolul al XIX-lea, satul Makiivka făcea parte din volostul Matusiv, uezdul Cerkasî.

## Demografie
Componența lingvistică a localității Makiivka
     Ucraineană (98,87%)
     Alte limbi (1,13%)
Conform recensământului din 2001, majoritatea populației localității Makiivka era vorbitoare de ucraineană (98,87%), existând în minoritate și vorbitori de alte limbi.